# Juan de Salcedo
Juan de Salcedo (* 1549 in Mexiko; † 11. März 1576 in Vigan) war ein spanischer Konquistador, der sich bei der Eroberung der Philippinen einen Namen machte.
Der im Vizekönigreich Neuspanien geborene Salcedo war der zweitälteste Enkel von Miguel López de Legazpi, dem Eroberer der Philippinen. Diesen begleitete er als 16-Jähriger 1564 zu den Ostindischen Inseln und nahm an den Kämpfen gegen den muslimischen König Rajah Sulayman und der Unterwerfung dessen Tagalog-Königreichs teil.
Gemeinsam mit Martín de Goiti überquerte er den Pasig und eroberte am 6. Juni 1570 Manila, welches er bis auf die Grundfesten niederbrannte. Die Ureinwohner zogen sich zurück und lieferten den Spaniern in der Folge einen Guerilla-Krieg. Goiti verschanzte sich über 10 Monate in der Festung Fuerza de Santiago, deren Grundmauern man heute noch in Intramuros sehen kann.
Nachdem auch Legazpi in Manila eingetroffen war, handelte dieser 1571 einen Friedensvertrag aus.
Mit einem kleinen Expeditionstrupp von 45 Mann erkundete Salcedo später den nördlichen Teil der Philippinen. Er gründete auf Luzón einige spanische Städte und drang bis Ilocos Sur vor.
Nachdem 1574 chinesische Piraten unter Lim ah hong Fuerza de Santiago eingenommen hatten, sammelte Salcedo 600 Mann um sich und es gelang ihm 1575 die Rückeroberung der Festung.
Salcedo zog sich schließlich nach Vigan zurück, wo er im Alter von 27 Jahren an Fieber starb. Seine Gebeine ruhen in der San Agustín Kirche in Intramuros, Manila.